# Metafosfat
Metafosfatni jon je oksianjon metafosforne kiseline sa empirijskom formulom . Struktura metafosfatnog jona se sastoji od PO4 strukturnih jedinica koje imaju zajedničke uglove. Postoje dve forme metafosfata.
- Formiranje prstena, npr. trimetafosfat.
- Formiranje dugih lanaca, poput amonijum metavanadata.